# Hucksjön
Hucksjön är en sjö i Bräcke kommun i Jämtland och ingår i Ljungans huvudavrinningsområde. Sjön har en area på 0,238 kvadratkilometer och ligger 232,4 meter över havet. Hucksjön ligger i Gimån, Uppströms Holmsjön Natura 2000-område. Sjön avvattnas av vattendraget Gimån.

## Delavrinningsområde
Hucksjön ingår i det delavrinningsområde (696998-150590) som SMHI kallar för Utloppet av Hucksjön. Medelhöjden är 288 meter över havet och ytan är 1,97 kvadratkilometer. Räknas de 251 avrinningsområdena uppströms in blir den ackumulerade arean 2 556,2 kvadratkilometer. Gimån som avvattnar avrinningsområdet har biflödesordning 2, vilket innebär att vattnet flödar genom totalt 2 vattendrag innan det når havet efter 139 kilometer. Avrinningsområdet består mestadels av skog (81 procent). Avrinningsområdet har 0,23 kvadratkilometer vattenytor vilket ger det en sjöprocent på 11,9 procent.